# Adrian Cronauer
Adrian Joseph Cronauer (Pittsburgh, 8 settembre 1938 – Troutville, 18 luglio 2018) è stato un avvocato, attivista, militare, speaker radiofonico statunitense.

## Biografia
Avvocato e grande personalità radiofonica statunitense di origine tedesca, è famoso per aver ispirato il film Good Morning, Vietnam, in cui il suo ruolo viene interpretato da Robin Williams. Cronauer ha collaborato alla scrittura della storia originale per Good Morning, Vietnam!. Uno speciale della National Public Radio sul ruolo delle radio militari nel Vietnam ha guadagnato a Cronauer un Premio Statale dell'Ohio nel 1992 Ohio State Award e due medaglie d'oro del New York Radio Festival nel 1991.
Cronauer è stato assistente speciale del direttore dell'Ufficio Prigionieri di Guerra del Dipartimento della Difesa. Prima di entrare nell'organico governativo nel 2001, è stato vicepresidente anziano del Vietnam Veterans Institute, un fondo del Virginia War Memorial, ed è stato membro del Consiglio dell'Associazione dei reduci del Vietnam.
Membro del MENSA, cui si avvicinó per il lavoro che il circolo svolgeva con i bambini iperdotati, è stato spesso chiamato a tenere conferenze in scuole, università, gruppi di veterani, circoli sociali, di avvocati o convegni d'affari. Nel 1992, è stato invitato in Australia per partecipare all'inaugurazione del Memoriale alle forze in Vietnam. Durante la sua permanenza, ha condotto un concerto di quattro ore con cantanti e comici australiani che hanno partecipato alle operazioni di intrattenimento delle truppe in Vietnam degli anni sessanta e settanta. Freddurista iperbolico ed umorista di straordinaria efficacia, Cronauer spesso è comparso come ospite in talk show televisivi e programmi radio.
Socio dello studio di avvocati di Washington Burch & Cronauer, ha ricevuto una laurea in legge dalla University of Pennsylvania, dove era Special Projects Editor per la rivista legale di facoltà. Ha anche un master in Comunicazione della New School for Social Research di New York. Ha lavorato alla Commissione Federale sulle Comunicazioni per la Commissaria Patricia Diaz Dennis, ed ha ottenuto un premio speciale per il servizio
Prima di darsi alla carriera legale, Cronauer ha lavorato con grande successo nel mondo della pubblicità televisiva e radiofonica: possedeva una sua agenzia pubblicitaria, una stazione radio, era direttore dei programmi di una stazione televisiva e giornalista nel telegiornale della sera. Ha insegnato comunicazione nelle università ed è l'autore di un libro di testo sulla comunicazione pubblicitaria in radio e TV, una sorta di bibbia del settore, oggi diffusa in molte università e licei del mondo anglosassone. Il lavoro di Cronauer è stato focalizzato sugli aspetti legali dell'informazione e della comunicazione. È stato membro della commissione editoriale del Federal Communications Law Journal, e ha pubblicato lavori importanti come "The Fairness Doctrine - A Solution In Search of A Problem" (Federal Communications Law Journal, ottobre 1994) e "Copyright and Reproductions Rights" (Art & Design Magazine, luglio-agosto 1993).
Aveva l'abilitazione per praticare di fronte alla Corte suprema statunitense, ed è membro dell'associazione degli avvocati praticanti del Distretto di Columbia e della Pennsylvania.
Oltre al MENSA, è stato membro della fratellanza sociale Pi Kappa Phi e del gruppo legale Phi Delta Phi. Ha lavorato nel Consiglio degli Studi sulla Tecnologia dell'Avvocatura Generale della Virginia, nel Comitato per le TV Via Cavo della Contea di Arlington e del consiglio nazionale dell'Associazione degli Operatori delle Trasmissioni delle Forze Armate.
Attivista del Partito Repubblicano, fra le cui file militava in modo estremamente critico, è stato nominato co-presidente dei Veterani per Dole e vicepresidente nazionale dei Veterans per Bush/Cheney. Per onorare tale incarico, ha trascorso oltre un anno in viaggio attraverso la nazione, sacrificando tutto il suo tempo libero per parlare ai comitati di veterani e in convegni politici. Ha studiato presso l'Università di Pittsburgh, dove ha contribuito a fondare la prima stazione radio dell'istituto.